# Campeonato Mundial de Biatlón de 2024
El LVII Campeonato Mundial de Biatlón se celebró en la localidad de Nové Město (República Checa) entre el 7 y el 18 de febrero de 2023 bajo la organización de la Unión Internacional de Biatlón (IBU) y la Federación Checa de Biatlón.

## Resultados

### Masculino
| Evento                        | Oro                                                                                          | Plata                                                                                                | Bronce                                                                               |
| ----------------------------- | -------------------------------------------------------------------------------------------- | --- | ------------------------------------------------------------------------------------ |
| 10 km velocidad (10.02)       | Sturla Lægreid · Noruega · 25:23,9                                                           | Johannes Thingnes Bø · Noruega · 25:27,4                                                             | Vetle Sjåstad Christiansen · Noruega · 25:42,6                                       |
| 20 km individual (14.02)      | Johannes Thingnes Bø · Noruega · 45:49,0                                                     | Tarjei Bø · Noruega · 46:47,9                                                                        | Benedikt Doll · Alemania · 47:42,3                                                   |
| 12,5 km persecución (11.02)   | Johannes Thingnes Bø · Noruega · 32:36,9                                                     | Sturla Lægreid · Noruega · 33:05,6                                                                   | Vetle Sjåstad Christiansen · Noruega · 33:15,4                                       |
| 15 km salida en grupo (18.02) | Johannes Thingnes Bø · Noruega · 34:50,2                                                     | Andrejs Rastorgujevs Letonia 35:05,3                                                                 | Quentin Fillon Maillet Francia 35:23,2                                               |
| Relevos 4 × 7,5 km (17.02)    | Suecia · Viktor Brandt · Jesper Nelin · Martin Ponsiluoma · Sebastian Samuelsson · 1:16:22,6 | Noruega · Sturla Lægreid · Tarjei Bø · Johannes Thingnes Bø · Vetle Sjåstad Christiansen · 1:16:34,4 | Francia Éric Perrot Fabien Claude Émilien Jacquelin Quentin Fillon Maillet 1:16:35,4 |

### Femenino
| Evento                          | Oro                                                                                  | Plata                                                                           | Bronce                                                                                         |
| ------------------------------- | ------------------------------------------------------------------------------------ | ------------------------------------------------------------------------------- | ---------------------------------------------------------------------------------------------- |
| 7,5 km velocidad (09.02)        | Julia Simon Francia 20:07,5                                                          | Justine Braisaz-Bouchet Francia 20:12,4                                         | Lou Jeanmonnot Francia 20:48,3                                                                 |
| 15 km individual (13.02)        | Lisa Vittozzi · Italia · 40:02,9                                                     | Janina Hettich-Walz · Alemania · 40:23,4                                        | Julia Simon Francia 40:32,5                                                                    |
| 10 km persecución (11.02)       | Julia Simon Francia 29.54,8                                                          | Lisa Vittozzi · Italia · 30:41,1                                                | Justine Braisaz-Bouchet Francia 30:44,1                                                        |
| 12,5 km salida en grupo (18.02) | Justine Braisaz-Bouchet Francia 34:37,2                                              | Lisa Vittozzi · Italia · 35:08,4                                                | Lou Jeanmonnot Francia 35:33,9                                                                 |
| Relevos 4 × 6 km (17.02)        | Francia Lou Jeanmonnot Sophie Chauveau Justine Braisaz-Bouchet Julia Simon 1:15:00,8 | Suecia · Anna Magnusson · Linn Persson · Hanna Öberg · Elvira Öberg · 1:15:39,1 | Alemania · Janina Hettich-Walz · Selina Grotian · Vanessa Voigt · Sophia Schneider · 1:16:15,0 |

### Mixto
| Evento                    | Oro                                                                                      | Plata                                                                                         | Bronce                                                                                     |
| ------------------------- | ---------------------------------------------------------------------------------------- | --------------------------------------------------------------------------------------------- | ------------------------------------------------------------------------------------------ |
| Relevos 4 × 6 km (07.02)  | Francia Éric Perrot Quentin Fillon Maillet Justine Braisaz-Bouchet Julia Simon 1:09:24,4 | Noruega · Tarjei Bø · Johannes Thingnes Bø · Karoline Knotten · Ingrid Tandrevold · 1:10:09,6 | Suecia · Sebastian Samuelsson · Martin Ponsiluoma · Hanna Öberg · Elvira Öberg · 1:10:26,1 |
| Relevo individual (15.02) | Francia Quentin Fillon Maillet Lou Jeanmonnot 36:21,7                                    | Italia · Tommaso Giacomel · Lisa Vittozzi · 36:46,3                                           | Noruega · Johannes Thingnes Bø · Ingrid Tandrevold · 36:49,1                               |

## Medallero
| Núm. | País     | Oro | Plata | Bronce | Total |
| ---- | -------- | --- | ----- | ------ | ----- |
| 1    | Francia  | 6   | 1     | 6      | 13    |
| 2    | Noruega  | 4   | 5     | 3      | 12    |
| 3    | Italia   | 1   | 3     | 0      | 4     |
| 4    | Suecia   | 1   | 1     | 1      | 3     |
| 5    | Alemania | 0   | 1     | 2      | 3     |
| 6    | Letonia  | 0   | 1     | 0      | 1     |
|      | TOTAL    | 12  | 12    | 12     | 36    |